# Rajpura

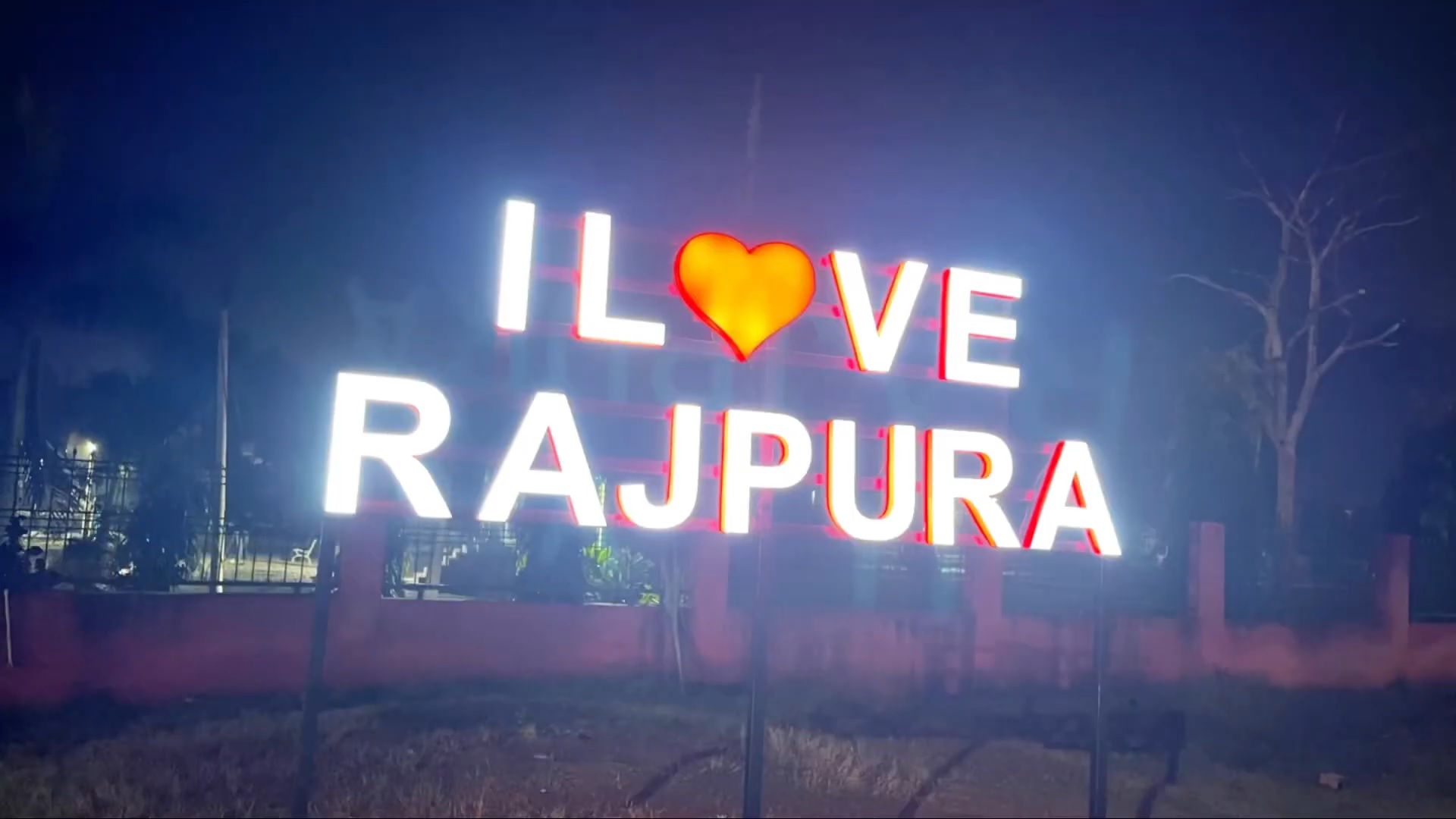
Das leuchtende Schild der Stadt Rajpura

Rajpura ist eine Stadt im indischen Bundesstaat Punjab.
Die Stadt ist Teil des Distrikt Patiala. Rajpura hat den Status eines Municipal Council. Die Stadt ist in 25 Wards gegliedert.

## Demografie
Die Einwohnerzahl der Stadt liegt laut der Volkszählung von 2011 bei 92.301. Rajpura hat ein Geschlechterverhältnis von 909 Frauen pro 1000 Männer und damit einen für Indien üblichen Männerüberschuss. Die Alphabetisierungsrate lag bei 86,4 % im Jahr 2011. Knapp 71 % der Bevölkerung sind Hindus, ca. 28 % sind Sikhs, ca. 1 % sind Muslime und weniger als 1 % gehören einer anderen oder keiner Religion an. 10,8 % der Bevölkerung sind Kinder unter 6 Jahren.